# Gewone wolaap
De gewone wolaap (Lagothrix lagotricha)  is een zoogdier uit de familie van de grijpstaartapen (Atelidae). De wetenschappelijke naam van de soort werd voor het eerst geldig gepubliceerd door Alexander von Humboldt in 1812.

## Ondersoorten
De soort heeft 5 ondersoorten, waarvan de eerste vier tot 2014 als aparte soorten werden gerekend:
- Lagothrix lagotricha lagotricha (Humboldt, 1812) – komt voor in het zuidoosten van Colombia, het noordoosten van Ecuador en het noordwesten van Brazilië.
- Lagothrix lagotricha cana (É. Geoffroy, 1812) (Grijze wolaap) – komt voor in de Braziliaanse Amazone, ten zuiden van de Amazone-rivier.
- Lagothrix lagotricha lugens Elliot, 1907 (Colombiaanse wolaap) – komt voor in de Andes van Colombia.
- Lagothrix lagotricha poeppigii Schinz, 1844 (Bruine wolaap) – komt voor in het noorden van Peru, het westen van Brazilië en het oosten van Ecuador.
- Lagothrix lagotricha tschudii Pucheran, 1857 – komt voor in het zuiden van Peru en het noordwesten van Bolivia.

## Voorkomen
De soort komt voor in Brazilië, Colombia, Peru, Ecuador en Venezuela.